# 龙溪乡 (天台县)
龙溪乡，中国浙江省台州市天台县下辖的一个乡。

## 辖区
该乡辖有：	黄水村、奓垟村、岭下村、柱峰村、岩塔下村、安基村、岭里村、岩坦村、井坑村、寒岩村、寒山村、后坪村、